# Bryoxiphium norvegicum
Bryoxiphium norvegicum là một loài rêu trong họ Bryoxiphiaceae. Loài này được Brid. Mitt. mô tả khoa học đầu tiên năm 1869.

## Hình ảnh

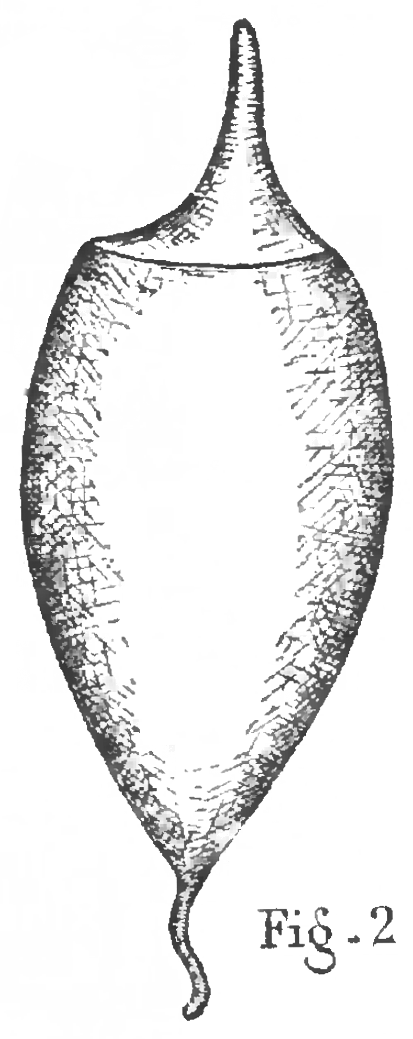
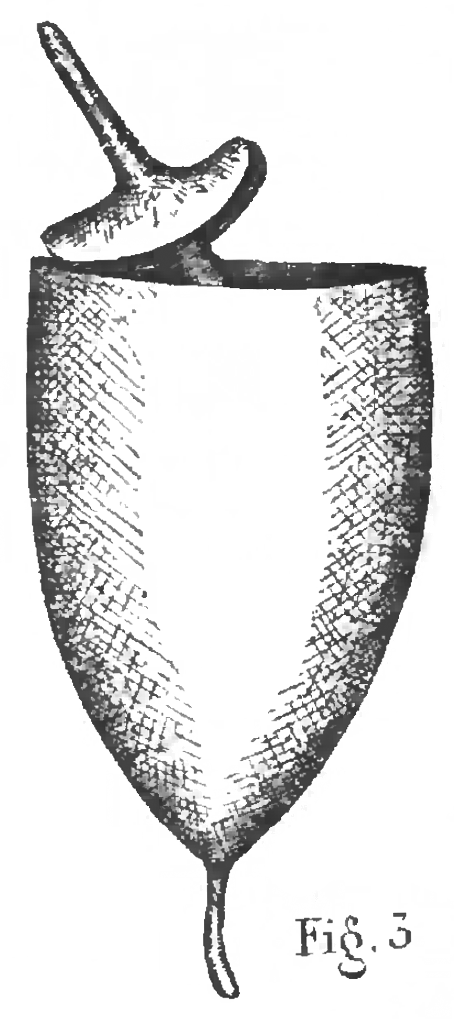
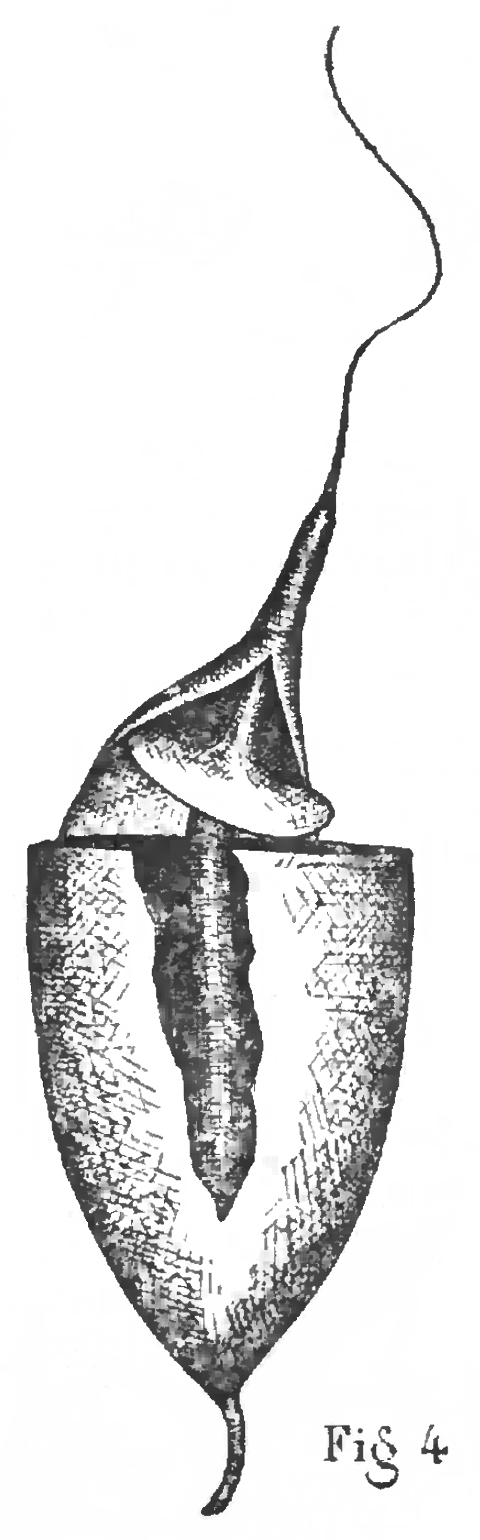
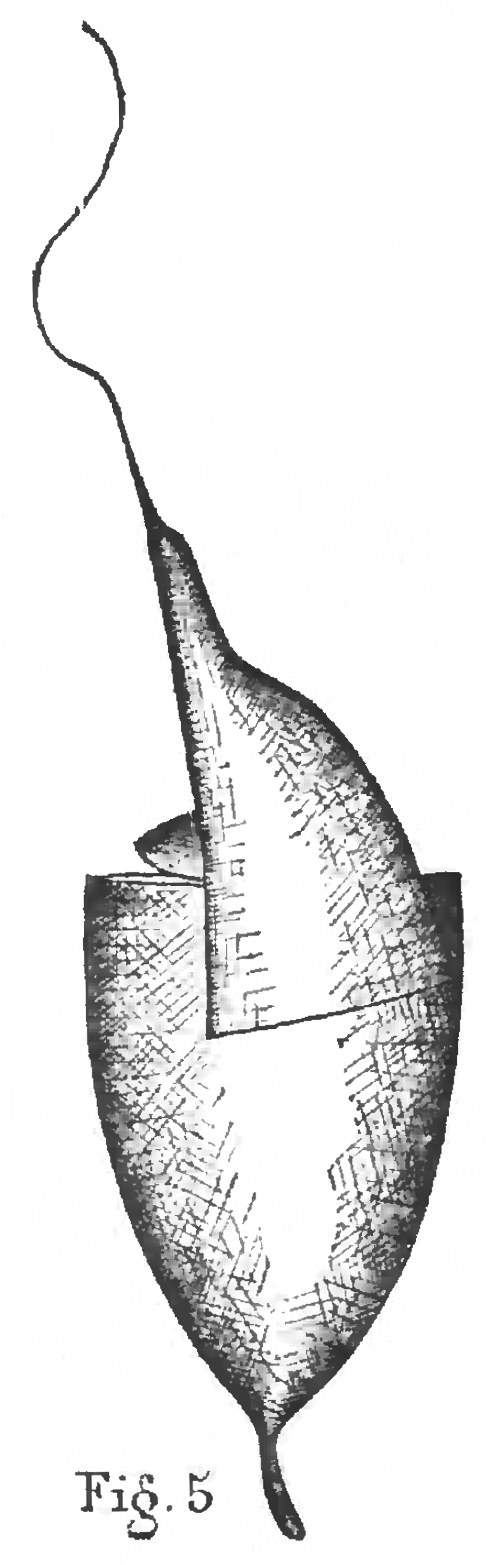